# Paniglgasse

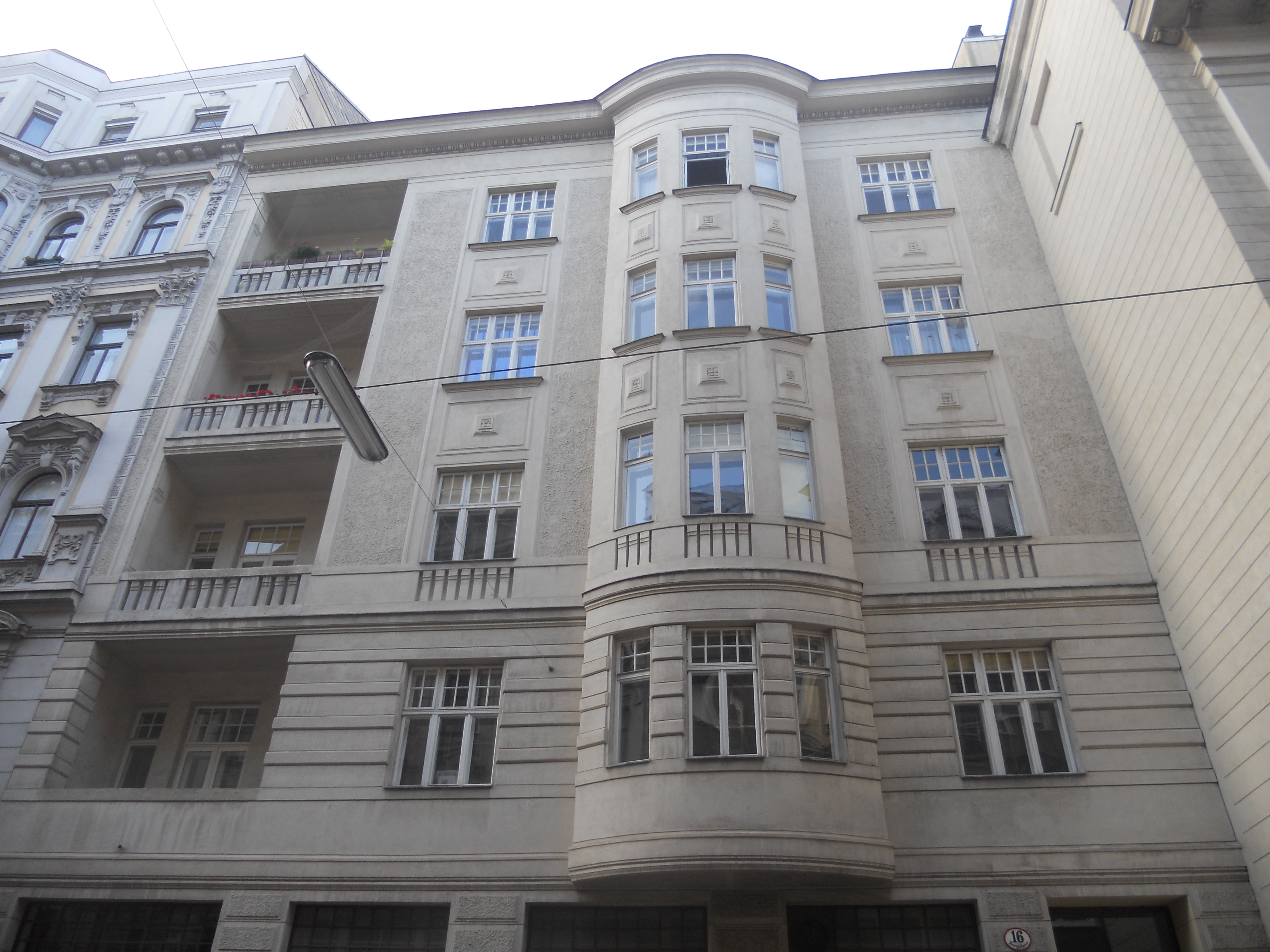
Haus Nr. 16

Die Paniglgasse ist eine Straße im 4. Wiener Gemeindebezirk, Wieden, die bereits 1397 urkundlich erwähnt wurde und damit als eine der ältesten Gassen auf der Wieden gilt.

## Lage und Namensgeschichte
Die Gasse verläuft heute längs der Südseite der Technischen Universität Wien, deren Hauptgebäude eine lange Front zur Straße hat. Der Name soll sich auf eine alte, bürgerliche Familie Panigl beziehen, die jedenfalls im 17. Jahrhundert als hier ansässig bezeugt ist. Nach anderen Quellen stammt der Name von Beinhügel ab, weil man im Jahr 1783 nach der Aufhebung des Wiedner Friedhofes zu St. Karl hier dessen Gebeine stapelte. Zwischenzeitlich wurde die Gasse auch Pankikel-, Plenkel- oder Plenklergasse genannt.
Im Jahr 1770 zählte Weiskern in der „Plenkelgasse“ dreizehn Häuser, darunter drei Wirtshäuser und ein Bierhaus. Weiters benennt er die Kirche mit St. Augustini. Im Jahr 1832 wurde die Paniglgasse mit schönen Häusern und wohlhabenden Einwohnern beschrieben, in der es jedenfalls keine Gewerbebetriebe oder gar Fabriken gab.
Um die Wende zum 20. Jahrhundert wurde die Paniglgasse umfangreich erneuert, wovon zahlreiche großzügige Wohnbauten zeugen. Damit wurde die Gasse zur noblen Vorstadtadresse, etwa für Mizzi Kaspar, Georg Froehlich, Johann Oser und Guido Wieland. Österreichweit bekannt wurde die Gasse auch durch einen hier sesshaften renitenten Fleischhacker, der Vorbild für Karl Bockerer wurde.
Der Nummerierung folgend, beginnt die Paniglgasse an der Argentinierstraße und endet an der Wiedner Hauptstraße. Von 1913 bis 1937 gehörte auch die westliche Fortsetzung des Straßenzugs bis zur Mühlgasse (heute: von der Wiedner Hauptstraße bis zur Operngasse Schaurhofergasse, von der Operngasse bis zur Mühlgasse Teil der Faulmanngasse) zur Paniglgasse.

## Gebäude
Das späthistoristische Mietpalais auf Nr. 5 wurde 1898 von Max Kaiser erbaut und weist neomanieristischen Dekor auf.
Das neoklassizistische Miethaus auf Nr. 16 wurde 1912/13 von Carl Caufal erbaut. Markante Elemente sind der flache erker und die seitlichen Loggien. Das Treppenhaus weist ein secessionistisches Geländer und originale Bleiglasfenster auf. Das Gebäude steht unter Denkmalschutz.
Nr. 17–17A weist Balkone mit Atlantenputten auf.
Das späthistoristische Zinshaus auf Nr. 18–20 wurde 1900/01 von Carl Holzmann erbaut. Es hat eine reich gegliederte Fassade mit großer Pilasterordnung und neomanieristischem Dekor.
Das monumentale Eckhaus zur Wiedner Hauptstraße (Nr. 19–19A) hat als markantestes Element einen von flachen Risaliten flankierten Eckerker mit reich gegliedertem Helm.